# John Tempesta

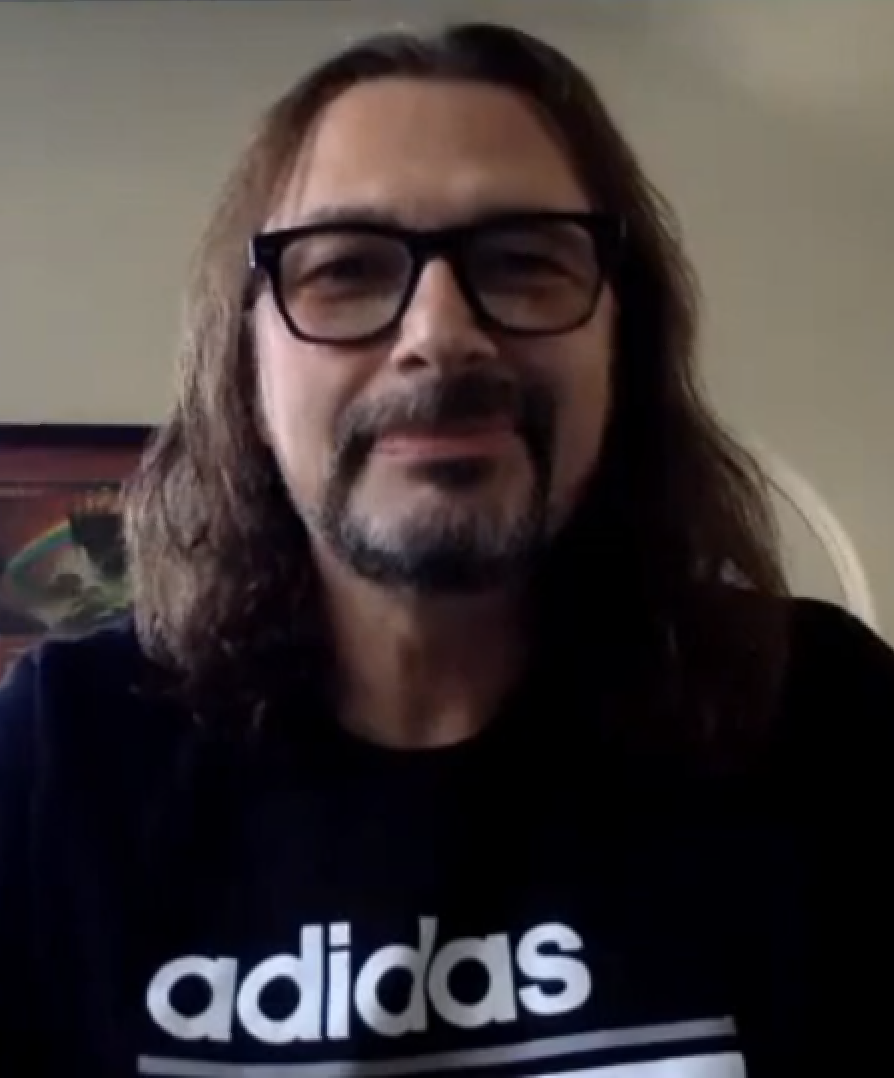
John Tempesta, 2021

John Tempesta (* 26. September 1964 in New York City) ist ein US-amerikanischer Schlagzeuger, der unter anderem für die Bands Exodus, Testament und White Zombie aktiv war. Er spielte darüber hinaus in der Soloband von Rob Zombie. Derzeit (2010) ist er Schlagzeuger bei The Cult.

## Werdegang
Tempesta war zunächst Schlagzeugtechniker der Heavy-Metal-Band Anthrax. Er wird auch in der Anthrax-Version des Trinkliedes Friggin’ in the Riggin’ erwähnt, deren Text auch die Crewmitglieder der Band behandelte. Anfang der 1990er war er zunächst Mitglied bei Exodus, bevor er 1994 kurzzeitig zu Testament wechselte, wo er als Gastmusiker das Album Low mit einspielte. Auch auf späteren Veröffentlichungen der Band, so etwa First Strike Still Deadly von 2001, einem Album mit Neueinspielungen alter Stücke, ist er wieder zu hören. Seit Mitte der 1990er war er für Rob Zombie und White Zombie tätig.
2000 spielte er bei einem Stück von Tony Iommis selbstbetitelten Solo-Album. 2004 bis 2005 war er bei Helmet engagiert. Ebenfalls 2004 gründete er mit seinem Bruder Mike Tempesta (Gitarre) und dem früheren Rob-Zombie-Gitarristen Mike Riggs die Band Scum of the Earth. Im Februar 2006 stieg er bei The Cult ein, 2007 nahm er das Album Born into This mit auf.
An Scott Ians 50. Geburtstag spielte Tempesta mit diesem, Pearl Aday, Joey Vera (Armored Saint, Fates Warning) und Jim Wilson (Mother Superior) ein Set aus zwölf Songs der Band Mother Superior. Aus diesem Auftritt entstand die Band Motor Sister, die am 6. März 2015 ihr Debütalbum veröffentlichte.

## Diskografie
mit The Cult
- Born into This (Oktober 2007)
- Capsule EPs (2010)
- Choice of Weapon (2012)

mit Exodus
- Impact Is Imminent (1990)
- Good Friendly Violent Fun (1991)
- Force of Habit (1992)

mit Helmet
- Size Matters (2004)

mit Motor Sister
- Ride (2015)

mit Scum of the Earth
- Blah...Blah...Blah...Love Songs for the New Millennium (2004)

mit Testament
- Low (1994)
- First Strike Still Deadly (2001)
- Live in London (2005)

mit Rob Zombie
- Hellbilly Deluxe (1998)
- The Sinister Urge (2001)
- Past, Present & Future (2003)
- The Best of Rob Zombie (2006)

mit White Zombie
- Astro Creep: 2000 (1995)